# 2002년 2월
| 2002년: 1월 · 2월 · 3월 · 4월 · 5월 · 6월 · 7월 · 8월 · 9월 · 10월 · 11월 · 12월 |

| <          | 2002년 2월 | 2002년 2월  | 2002년 2월 | 2002년 2월 | 2002년 2월   | >          |
| 일         | 월         | 화          | 수         | 목         | 금           | 토         |
|            |            |             |            |            | 1 12.20 경자 | 2 21 신축  |
| 3 22 임인  | 4 23 계묘  | 5 24 갑진   | 6 25 을사  | 7 26 병오  | 8 27 정미    | 9 28 무신  |
| 10 29 기유 | 11 30 경술 | 12 1.1 신해 | 13 2 임자  | 14 3 계축  | 15 4 갑인    | 16 5 을묘  |
| 17 6 병진  | 18 7 정사  | 19 8 무오   | 20 9 기미  | 21 10 경신 | 22 11 신유   | 23 12 임술 |
| 24 13 계해 | 25 14 갑자 | 26 15 을축  | 27 16 병인 | 28 17 정묘 |              |            |

| 편집하기 |

## 2002년2월 22일
- 프로게이머 홍진호 KT배 스타리그 왕중왕전 우승.

## 2002년2월 2일
- 가수 유승준이 미국 시민권 취득에 따른 병역기피 의혹으로 입국이 거부되다.